# Clemens von Grumbkow
Clemens von Grumbkow (* 22. Juli 1983 in Leimen) ist ein ehemaliger deutscher Rugby-Union-Spieler. Seit 2017 gehört er dem Trainerstab der deutschen 7er-Rugby-Nationalmannschaft an. Er gehört zu den wenigen deutschen Vertretern des Rugby-Sports, die in ausländischen Profiligen tätig waren.

## Werdegang
In seinen Anfangsjahren spielte Clemens von Grumbkow als Amateur für den SC Neuenheim in der deutschen Rugby-Bundesliga, mit dem er 2003 und 2004 die deutsche Meisterschaft gewinnen konnte. Nach einem Zwischenstopp beim neuseeländischen Verein Stoke RFC spielte er ab 2005 in den französischen Ligen Fédérale 2 und Fédérale 1 für den semiprofessionellen Verein RC Orléans. 2009 wechselte er zum italienischen Verein I Cavalieri Prato, der damals an der höchsten Spielklasse seines Landes, der Super 10, teilnahm und ab der Saison 2010/11 auch um den European Challenge Cup kämpfte. In der Saison 2012/13 kam von Grumbkow zwischenzeitlich für den französischen Zweitligisten US Dax zum Einsatz. Nach einer weiteren Saison (2013/14) in Prato kehrte er 2014 in seine Heimatstadt Heidelberg zurück und schloss sich dort für zwei Saisons dem Bundesligaverein Heidelberger Ruderklub (HRK) an. Im Jahr 2016 wechselte er zurück zu seinem Heimatverein SC Neuenheim (SCN 02), wo er seine Spielerkarriere im Sommer 2017 beendete.
Neben seiner Tätigkeit als Vereinsspieler gehörte Clemens von Grumbkow von 2003 bis 2018 zum festen Bestand der deutschen Nationalmannschaften im 15er und 7er Rugby.
Nach der Beendigung seiner aktiven Spielerkarriere wurde von Grumbkow 2017 neben Bundestrainer Vuyo Zangqa (2017–19) Assistenztrainer der deutschen 7er Nationalmannschaft, die 2019 den Europameisterschaftstitel erringen konnte. Es folgten zwei weitere Assistenztrainer-Jahre unter dem nachfolgenden Bundestrainer Damian McGrath (2019–2022). Seit dem Weggang McGraths betreut er gemeinsam mit dem ehemaligen Kapitän der südafrikanischen 7er-Rugby-Nationalmannschaft, Philipp Snyman, die deutsche 7er Nationalmannschaft. Diese wird im September 2022 erstmals an der 7er-Rugby-Weltmeisterschaft in Südafrika teilnehmen.